# Marco Egnacio Rufo
Marco Egnacio Rufo  (m. 19 a. C.) fue un político romano acusado de conspiración y ejecutado.

## Familia
Fue probablemente hijo de Lucio Egnacio Rufo, un prestamista amigo de Cicerón y miembro del rango ecuestre.

## Carrera política
Durante su edilidad organizó a sus expensas una brigada de bomberos con sus esclavos, siguiendo el ejemplo anterior de Craso, por lo que obtuvo una gran popularidad entre el pueblo. Esta popularidad le permitió ser elegido pretor al año siguiente, aunque no había transcurrido el intervalo legal entre ambas magistraturas.
En el año 19 a. C., estado Augusto ausente de Roma, murió uno de los cónsules, por lo que Rufo se ofreció para ocupar el puesto vacante. La candidatura fue bloqueada por el cónsul Cayo Sencio Saturnino. Más tarde, sin que se sepan con seguridad las circunstancias, fue apresado tras unos disturbios, acusado de conspiración, condenado y ejecutado en el mismo año.